# Malá Poľana
Malá Poľana é um município da Eslováquia, situado no distrito de Stropkov, na região de Prešov. Tem 10,95 km² de área e sua população em 2018 foi estimada em 116 habitantes.

## Demografia
| Ano:        | 1994 | 2004    | 2014   | 2024    |
| ----------- | ---- | ------- | ------ | ------- |
| Broj ljudi: | 134  | 114     | 113    | 98      |
| Razlika:    |      | -14,92% | -0,87% | -13,27% |

| Ano:               | 2023 | 2024   |
| ------------------ | ---- | ------ |
| Número de pessoas: | 101  | 98     |
| Diferença:         |      | -2,97% |